# BCN Competición
BCN Competición war ein spanisches Motorsport-Team, das in der GP2-Serie und der internationalen Formel-3000-Meisterschaft aktiv war. Das Team hatte seinen Sitz in Barcelona und wurde von den Argentiniern Enrique Scalabroni (Team-Chef) und Jaime Pintanel (Team-Manager) geleitet. Aufgrund finanzieller Probleme wurde das Team Ende November 2008 an Tiago Monteiro und dessen Manager verkauft und geht seitdem mit dem Namen Ocean Racing Technology an den Start.

## Geschichte

### Formel Nissan
Das Team wurde 2002 gegründet und startete zunächst in der Formel Nissan mit den Fahrern Andrea Belicchi und Carlos Martin.

### Formel 3000
2003 trat das Team erstmals in der internationalen Formel-3000-Meisterschaft, der Vorgänger-Rennserie der GP2-Serie an. In diesem Jahr war das Team für die Möglichkeit, sich einen Cockpit-Platz zu mieten, bekannt. Fahrer der Saison 2003 waren Wil Langhorne, Giovanni Berton, Valerio Scassellati, Alessandro Piccolo, Ferdinando Monfardini, Rob Nguyen und Marc Hynes. In Ermanglung eines zahlungskräftigen Sponsors litt das Team dauerhaft unter finanziellen Schwierigkeiten. In der Teamwertung belegte es den letzten Platz.
In der Formel 3000-Saison 2004 trat das Team mit dem erfahrenen Rennpiloten Enrico Toccacelo und dem argentinischen Fahrer Esteban Guerrieri an. Alsbald stellte sich der Erfolg ein: Toccacelo gewann das Rennen auf dem Nürburgring und das Team erzielte zum Saisonende mit 84 Punkten den zweiten Platz in der Gesamtwertung hinter Arden International.

### GP2-Serie
Nach dem erfolgreichen Jahr 2004 zählte das Team in der 2005 neu gestarteten GP2-Serie zu den Favoriten. Es trat mit dem Venezolaner Ernesto Viso und dem Japaner Hiroki Yoshimoto an und hoffte auf einige Siege und zahlreiche Punkte. Tatsächlich jedoch gelang es dem Team nicht, seine Position unter den Top-Teams zu sichern. Mit nur 35 Punkten belegte BCN Competición am Saisonende nur den neunten Platz.
Auch im zweiten Jahr der GP2-Serie gelang es dem Team nicht, an frühere Erfolge anzuknüpfen. An die Seite von Yoshimoto kam zunächst Timo Glock als zweiter Fahrer. Nachdem Glock zum Team iSport International gewechselt hatte, nahm Luca Filippi dessen Platz ein. Das Team wurde mit 22 Punkten wiederum Neunter in der Gesamtwertung.
Die GP2-Serie 2007 begann das Team mit dem Formel-1-Fahrer Sakon Yamamoto und dem Vorjahressieger der deutschen Formel 3, Ho-Pin Tung. Nachdem Yamamoto während der Saison zum Formel-1-Team Spyker gewechselt hatte, nahm der Finne Markus Niemelä seinen Platz ein. Er fuhr den Rest der Saison mit Ausnahme der Rennen in Budapest, wo Henri Karjalainen im Cockpit saß. Die Saison verlief ausgesprochen schlecht, zum Schluss war das Team mit nur 4 Punkten 13. und Letzter der Gesamtwertung.
Die GP2-Serie 2008 der GP2-Serie begann das Team mit Paolo Maria Nocera und Miloš Pavlović. Nach dem ersten Rennwochenende nahm der Spanier Adrián Vallés den Platz von Nocera ein. Beim vierten Rennwochenende in Magny-Cours wurde Pavlovic durch den Brasilianer Carlos Iaconelli ersetzt. Zum Saisonende stand nur der 12. und damit vorletzte Platz zu Buche.
In der 2008 erstmals ausgetragenen GP2-Asia-Serie startete das Team mit Ivan Pavlovic und Jason Tahincioğlu. Die Saison 2008 endete auf dem zwölften Platz in der Teamwertung mit nur 6 Punkten. In der Saison 2008/2009 fuhren Hiroki Yoshimoto und Luca Filippi für BCN in der Asia-Serie. Auf Grund des Verkaufs von BCN Competición nahm das Team letztmals in Shanghai an einem GP2-Rennen teil.

### A1 Grand Prix
In der Saison 2005/2006 stellte das Team den Rennstall für das A1 Team Südafrika in der A1 Grand Prix-Serie.